# Clement Chukwu
Clement Chukwu (Umuahia, 7 de julho de 1973) é um velocista nigeriano, especialista em 200 m e 400 m rasos.
Suspenso do atletismo entre 1992 e 1996 por doping, voltou às pistas participando dos 400 m nos Jogos de Atlanta 1996, sem conseguir classificação para a final. No ciclo olímpico seguinte, conquistou duas medalhas de ouro nesta prova, na Universíade 1997 e no Campeonato Africano de Atletismo de 1998 em Dakar, Senegal.
Em Sydney 2000, ele fez parte do revezamento 4x400 m da Nigéria, junto com os compatriotas Jude Monye, Sunday Bada e Enefiok Udo-Obong, que ficou com o segundo lugar, atrás do revezamento dos Estados Unidos. Em 2008, com a confissão do atleta Antonio Pettigrew, integrante daquele revezamento americano campeão olímpico, de que havia participado dopado dos Jogos, o COI retirou as medalhas de ouro dos quatro atletas americanos. Em 2012, elas foram concedidas aos integrantes do revezamento da Nigéria, que passaram a ser oficialmente os campeões olímpicos de Sydney.